# NGC 1819
NGC 1819 è una galassia lenticolare situata nella costellazione di Orione, a una distanza di circa 215 milioni di anni luce dalla nostra Via Lattea.

## Scoperta
La galassia è stata scoperta il 26 dicembre 1885 dall'astronomo statunitense Lewis Swift.

## Descrizione
NGC 1819 presenta una larga riga a 21 cm dell'idrogeno neutro. È una galassia starburst, dove è attiva una intensa attività di formazione stellare.
Il suo nucleo presenta forti emissioni nell'ultravioletto ed è inserita nel catalogo di Markarian con il codice Mrk 1194 (MK 1194).

## Disco di formazione stellare attorno al nucleo
Le osservazioni condotte con il Telescopio spaziale Hubble hanno permesso di rilevare la presenza attorno al nucleo di NGC 1819 di un disco di formazione stellare, con diametro di 870 pc (pari a circa 2840 anni luce).

## Supernova
Il 16 settembre 2005, all'interno di NGC 1819 è stata scoperta la supernova SN 2005el da D. R. Madison, M. Baek e W. Li nel corso del programma LOSS (Lick Observatory Supernova Search) dell'Osservatorio Lick. La supernova è stata classificata di tipo Ia.

## Gruppo di NGC 1819
NGC 1819 è la più luminosa di un gruppo di galassie composto da almeno cinque membri, il Gruppo di NGC 1819. Le altre quattro galassie del grippo sonot IC 412, IC 413, UGC 3294 e UGC 3296.